# Linnuse (Saaremaa)
Linnuse is een plaats in de Estlandse gemeente Saaremaa, provincie Saaremaa. De plaats heeft de status van dorp (Estisch: küla) en telt 6 inwoners (2021).
Linnuse behoorde tot in oktober 2017 tot de gemeente Leisi. In die maand werd Leisi bij de fusiegemeente Saaremaa gevoegd.
In de late jaren dertig van de 20e eeuw werd een deel van het dorp Purtsa afgesplitst als apart dorp Linnuse. Tussen 1977 en 1997 viel Linnuse tijdelijk opnieuw onder Purtsa.